# أوركوس (كوكب قزم)
الغول كوكب قزم (أوركوس ) (بالإنجليزية: 90482 Orcus) اكتشف في 17 فبراير 2004 من قبل كلا من تشاد تروخيو مرصد جيميني ومايكل براون (فلكي) من معهد كاليفورنيا التقني دافيد ربينويتز من جامعة ييل في مرصد بالومار 
اسم Orcus، من الأسم الروماني للإله الموتى ( إله العالم السفلي) Orcus  وهو من أكبر الأجرام المعروفة في حزام كايبر.
اكتشف أوركوس من الصور التي التقطت في فبراير 17 2004 (ما يقرب من 74 عاما بعد العثور على بلوتو) من خلال نفس الفريق الذي اكتشف ايريس وقد وضع قطر أوركوس يقدر بحوالي 1،600 كم (2،300 كم مقارنة مع بلوتو)، ولكن هذا هو مجرد تقدير
الغول كوكب بلتينو أي ان مدارة يعبر مدار نبتون و يكون رنين مدار يساوي 2:3 مع كوكب نبتون. 2:3 تعني انة يدور حول الشمس مرتين في كل ثلاث مرات يدور نبتون حول الشمس وهذا المدار يشبة مدار بلوتو كثيرا
لكن الغول دائما يكون في الأوج عندما بلوتو في الحضيض والعكس بالعكس.
جنبا إلى جنب مع القمر التابع لة فانث و قمر بلوتو القمر شارون الفترة المدارية للغول تستغرق 247 عاما. 
يدور حول الغول تابع يسمى Vanth فانث وهو القمر الوحيد المعروف لأجرام حزام كايبر "البلتينوات"
لذلك يطلق على هذا النظام ,نظام الثنائي وقدرت كتلة النظام لتكون في حدود (6.32 ± 0.05) × 1020 كجم، أو حوالي 3.8٪ من كتلة الكوكب القزم ألاكثر شهرة، إريس

## المدار والتناوب

مدارات الغول (الأزرق)، بلوتو (الأحمر) ونبتون (الرمادي). وتظهر موقع الغول وبلوتو في أبريل 2006. مع تحديد تواريخ الحضيض (q) والأوج (Q).

الغول في رنين مداري بلوتينو 2:3 مع نبتون  بفترة مدارية تبلغ 247 سنة. مدار الغول يشبه مدار بلوتو (وكلاهما له حضيض شمسي فوق دائرة البروج)، ولكن بوجهة مختلفة.
وعلى الرغم من أن مداره يقترب من مدار نبتون، فإن الرنين بين الجرمين يعني أن الغول دائما على مسافة كبيرة بعيدا عن نبتون (هناك دائما فاصل زاوي أكثر من 60 درجة بينهما).وعلى مدى 14،000 سنة يبقى الغول على بعد 18 وحدة فلكية من نبتون.
لأن الرنين المتبادل مع نبتون يجبر الغول وبلوتو على البقاء في اوجة متقابلة خلال حركاتهم المتشابهة جدا، لذلك يوصف الغول أحيانا بأنه «مضاد-بلوتو». ومع ذلك، فإن القيمة التي حصل عليها أورتيز 'وآخرون'، حوالي 10.5 ساعة، تبدو الأكثر احتمالا .
أوركوس يبعد حاليا 48.0 وحدة فلكية من الشمس ه وسوف يكون في الأوج (أبعد مسافة من الشمس) في 2019  وتبين عمليات المحاكاة التي أجراها المسح البروجي العميق أنه على مدى العشر ملايين سنة القادمة، يمكن أن يكتسب أوركوس مسافة حضيض صغيرة في حدود 27.8 وحدة فلكية.

## القمر فانث
أوركوس لديه قمر معروف واحد، فانث (التسمية الكاملة (90482) أوركوس I فانث). تم اكتشافه من قبل مايكل براون و( T.-A. Sue) باستخدام صور الاكتشاف التي التقطها مرصد هابل الفضائي في 13 نوفمبر  2005.وأعلن هذا الاكتشاف في 22 شباط / فبراير 2007 في المكتب المركزي للبرقيات الفلكية ( IAUC 8812). أعطي القمر التسمية المؤقتة  S/2005 (90482) 1 قبل أن تتم تسميتة لاحقا فانث. مدار فانث حول الغول مدار دائري تقريبا مع انحراف في حدود 0.007، وفترة مدارية قدرها 9.54 يوما. مدار فانث قريب جدا من الكوكب يبعد فقط 9030 ± 89 كم وهذا قريب جدا مما يصعب إجراء عملية التحليل الطيفي الأرضي لتحديد التركيب السطحي للقمر.
يعتقد مايكل براون أن نظام الغول فانث مثل نظام بلوتو شارون، أي نظام مقيد مديا.فانث لا يشبه اقمار الاصطدامات المعروفة لأن طيفه يختلف كثيرا عن طيف الجرم الرئيسي، وقد يكون جرم حزام كايبر أسرتة جاذبية الغول.

## معرض الصور
|  |  |  |

## وصلة خارجية
- أوركوس (كوكب قزم) في قاعدة بيانات مختبر الدفع النفاث لأجرام النظام الشمسي الصغيرة

- الاكتشاف · مخطط المدار ·  العناصر المدارية · المعلمات المادية